# موزه ملی تاجیکستان
موزه ملی تاجیکستان (انگلیسی: Tajikistan National Museum) موزه ای واقع در شهر دوشنبه، پایتخت کشور تاجیکستان است که در تاریخ ۱۲ اوت ۱۹۳۴ افتتاح گردید و تا سال ۱۹۹۹ که تاجیکستان اعلام استقلال کرد، چندین نام عوض کرد. تعداد اشیاء موجود در سال ۱۹۳۴ تنها ۵۳۰ قطعه بود اما در حال حاضر این تعداد به ۵۰٬۰۰۰ می‌رسد.
موزه ملی دارای بخش‌های زیر است:
- گروه آثار باستانی؛
- گروه تاریخ باستان و قرون وسطی؛
- گروه نوآوری‌ها و داستان‌های جدید؛
- گروه هنر و طبیعت.